# Saint-Aunès
Saint-Aunès là một xã thuộc tỉnh Hérault trong vùng Occitanie phía nam nước Pháp.